# Andrés Molinari
Andrés Molinari (Cástaras, Granada, 1951) es seudónimo de un profesor, ensayista, dramaturgo y crítico teatral español. 

## Biografía
Iniciada su afición teatral en la infancia por su madre que era actriz aficionada y por su padre, maestro de un pueblo en el que se representaban comedias, formó parte de varios grupos teatrales escolares, representando con uno de ellos a Andalucía en el Certamen Nacional de Teatro celebrado en Oviedo en 1968. Luego se integró en grupos de teatro universitarios aprendiendo dirección e interpretación.
Es catedrático de instituto desde 1977, compaginando la docencia con su actividad en el campo teatral. Ha presentado ponencias en congresos, y asesorado en festivales y exposiciones. Ha sido vocal del Consejo Asesor de Teatro de la Consejería de Cultura de la Junta de Andalucía y miembro de varios jurados. En la actualidad ejerce de crítico teatral del diario IDEAL de Granada.
En 2005 obtuvo el I Premio “Francisco Izquierdo” de estudios literarios sobre Granada otorgado por la Academia de Buenas Letras de Granada, por su ensayo Dramaturgos granadinos, que ha sido publicado por la Delegación de Cultura y Patrimonio del Ayuntamiento de Granada.

## Obra
Ha publicado varios ensayos y escrito más de quince obras teatrales, algunas publicadas y representadas.

### Teatro
- El almanaque.
- Un minuto por delante, todo un minuto.
- Mi nombre es Dulcinea.
- La catedral inacabada.

### Ensayo
- Pequeño diccionario de teatro andaluz.
- Escenas y escenarios junto al Darro.
- La Universidad de Granada y el teatro.
- Dramaturgos granadinos.